# Hundsche Kopplungsfälle
Die Hundschen Kopplungsfälle beschreiben bei Elementarteilchen die verschiedenen Möglichkeiten der Kopplung von Bahn- und Spin-Drehimpulsvektoren (Spin-Bahn-Kopplung) innerhalb eines Moleküls. Sie wurden von dem Physiker Friedrich Hund aufgestellt und sind Teil der quantenmechanischen Beschreibung von Molekülen, bedeutend u. a. für die Molekülspektroskopie.
Von den fünf Kopplungsfällen a) bis e) sind vor allem die Fälle a) und b) relevant.

## Allgemeines
Ein wichtiger Unterschied zu Atomen ist bei Molekülen, dass sie Schwingungen und Rotationen ausüben können, die Einfluss auf den energetischen Zustand des Moleküls haben. Der Gesamtdrehimpuls {\displaystyle {\vec {J}}} eines Moleküls setzt sich auf verschiedene Weisen zusammen aus dem Moleküldrehimpuls {\displaystyle {\vec {N}}} der Kerne sowie den Bahn- und Spin-Drehimpulsvektoren {\displaystyle {\vec {L}}} und {\displaystyle {\vec {S}}} der Elektronen.

## Der Hundsche Kopplungsfall a)

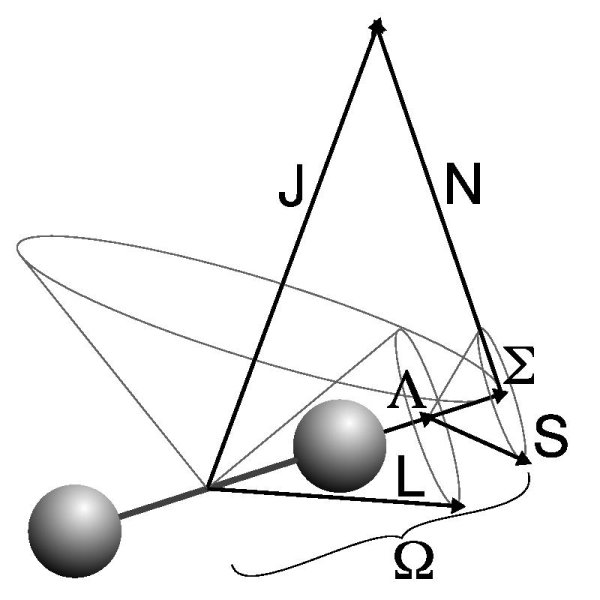
Skizze zum Kopplungsfall a) für ein zweiatomiges Molekül

Der Hundsche Kopplungsfall a) tritt bei kleiner Wechselwirkung zwischen der Molekülrotation und der Elektronenbewegung auf. Die Bahn- und Spin-Drehimpulsvektoren {\displaystyle {\overrightarrow {L}}} und {\displaystyle {\overrightarrow {S}}} der Elektronen sind deshalb an die Molekülachse gebunden, um welche sie in schneller Präzession rotieren. Die Summe ihrer Projektionen auf die Molekülachse ({\displaystyle \Lambda } und {\displaystyle \Sigma }) wird der totale Elektronen-Drehimpuls {\displaystyle \Omega } genannt. Der Gesamtdrehimpuls {\displaystyle {\overrightarrow {J}}} ist dagegen sowohl vom Betrag als auch von der Richtung her zeitlich konstant.

## Der Hundsche Kopplungsfall b)

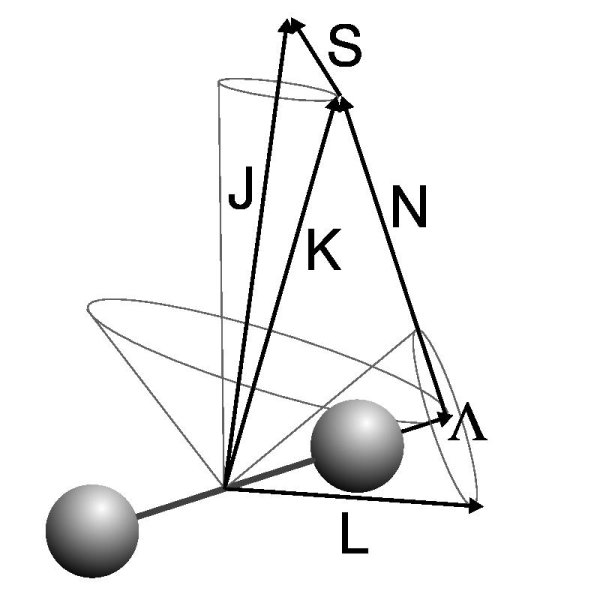
Skizze zum Kopplungsfall b) für ein zweiatomiges Molekül

Im Hundschen Kopplungsfall b) ist der Spin-Drehimpulsvektor {\displaystyle {\overrightarrow {S}}} nur schwach oder überhaupt nicht an die Molekülachse gebunden. Die Vektoren {\displaystyle \Lambda } und {\displaystyle {\overrightarrow {N}}} addieren sich zu einem Vektor {\displaystyle {\overrightarrow {K}}}, um den die Molekülachse während der Rotation eine Präzession ausführt. In einer genaueren Beschreibung wird zu {\displaystyle {\overrightarrow {K}}} der Spin-Drehimpulsvektor {\displaystyle {\overrightarrow {S}}} der Elektronen hinzu addiert. Das Ergebnis ist der Gesamtdrehimpulsvektor {\displaystyle {\overrightarrow {J}}}, der wie im Kopplungsfall a) zeitlich konstant ist. Das Molekül führt deshalb eine komplizierte Kreiselbewegung bestehend aus zwei Präzessionen aus.